# 伯罗奔尼撒战争史
《伯羅奔尼撒戰爭史》是西元前5世紀晚期古希臘歷史學家修昔底德對伯羅奔尼撒戰爭的歷史記錄。這場戰爭發生在伯羅奔尼撒同盟（由斯巴達領導）和提洛同盟（由雅典領導）之間，而修昔底德是雅典人，在戰爭期間還擔任過雅典方面的將領。他對這場衝突的描述被廣泛認為是一部經典著作，亦被認為是西方最早的歷史學術著作之一。該作品分為八卷。
該作品對歷史的分析通常發生在兩個陣營之一。 一方面，約翰·巴格內爾·伯里等一些學者將這部作品視為一部客觀、科學的歷史作品。伯里的評斷反映了對歷史的這種傳統解釋，即“嚴肅而超然，從純粹的知識分子的角度寫成，不受陳詞濫調和道德判斷的束縛，冷酷而批判”。另一方面，為了與最近與讀者反應批評相關的解釋保持一致，歷史可以被解讀為一篇文學作品，而不是對歷史事件的客觀記錄。這種觀點體現在 W. R. Connor 的論述，他將修昔底德描述為“一位藝術家，他會回應、選擇和巧妙地安排他的材料，並開發其象徵和情感潛力”。

## 历史方法

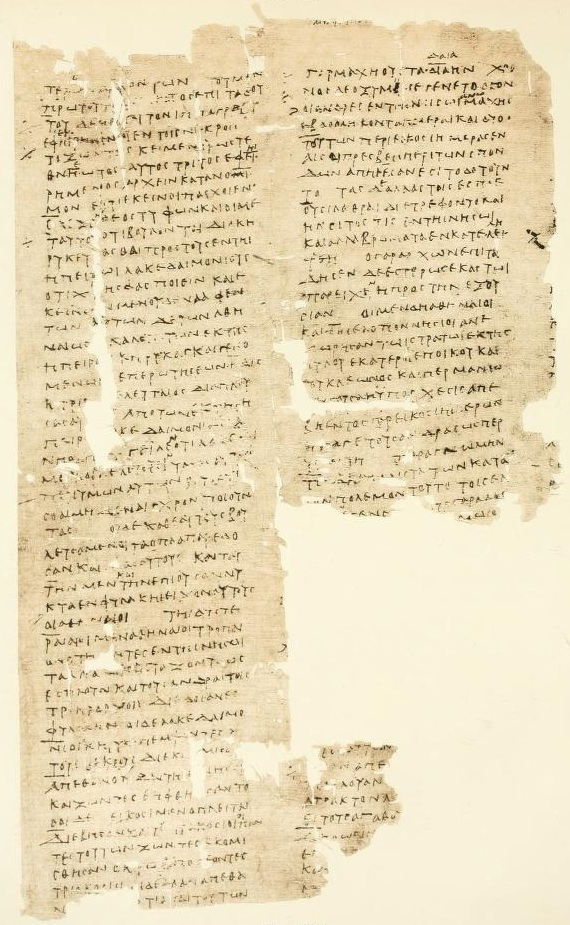
伯羅奔尼撒戰爭史，一世紀手抄本残片

修昔提底斯的《“歷史”》對早期的史學有許多貢獻。他的許多原則成為今天史學寫作的標準。

### 編年
修昔提底斯的創新之一是採用有嚴謹標準的年表，以年為單位記錄歷史，每年包含戰事激烈的夏季與活動較少的冬季。因此跨越數年的事件在書中會被分為數篇分開敘述，有時在書中會被分隔較遠，造成他會有在衝突中的許多事件當中擺盪的印象。這個方法和更早的希羅多德的歷史比起來，希羅多德在年代中跳躍，使得頻繁又迂迴地導覽，讓它看起來似乎和時間地點沒有關係，有鮮明的差異。

### 演說
伯羅奔尼撒戰爭史的另一個特徵，是修昔提底斯寫入大量戰爭中主要人物的演說。包含雅典和斯巴達雙方將軍在戰前對部隊的演說，和許多政治演講，以及各方的辯論。

## 资料来源
《伯罗奔尼撒战争史》在引述来源方面，修昔提底斯从不给出其消息来源，给出同一事件其它版本的记述的时候也寥寥可数。这一点同希罗多德显著不同。希罗多德频繁提到他讲述情节的其它多个版本以便读者可以自行判断各版本的真实性。与此相反，修昔提底斯努力给别人其叙述无懈可击和无可辩驳的印象。
不過讀者仍不必太過懷疑其真偽，修昔提底斯對於史料應用方面，他寫道：「這部歷史著作讀起來可能無法引人入勝，因為書中缺少虛構的故事。」又說：「我所描述的事件：不是我親自看見的，就是我從那些親自看見這些事情的人那裡聽到後，經過我仔細考核過了」，他只晚希羅多德二十年，但有巨大的進步，希羅多德只是提醒讀者辨別真偽，他說：「我的職責是把我所聽到的每一件事記錄下來，雖然我並沒有義務來相信每一件事情。」而修昔提底斯是親自驗證事實。這樣的態度為史料批判是為史家誕生的基石。

## 版本

### 校勘本
- Thucydidis Historiae，Ioannes Baptista Alberti編，羅馬，Typis Officinae polygraphicae，1972-2000

### 译本
- Richard Crawley, 1874: full text（页面存档备份，存于）
- Benjamin Jowett, 1881: full text
- Edgar C. Marchant, 1900
- Charles Forster Smith, 1919
- Rex Warner, 1954
- John H. Finley, Jr., 1963
- 謝德風譯本，商務印書館（大陸版，1960年初版；1977年修訂，1985年再版）；權力書局（臺灣版，1984年，據1960年商務版，以黃文龍掛名），臺灣商務印書館（臺灣版，2000年初版，據1977年修訂稿）
- 徐松岩、黃賢全合譯本，廣西師範大學出版社（大陸版，2004年）；上海人民出版社（大陸版，2012年）